# Pasiphaea planidorsalis
Pasiphaea planidorsalis is een garnalensoort uit de familie van de Pasiphaeidae. De wetenschappelijke naam van de soort is voor het eerst geldig gepubliceerd in 2004 door Hayashi.